# La nena de la clavellina
La nena de la clavellina és una pintura de Santiago Rusiñol que es conserva al Museu del Cau Ferrat de Sitges.

## Context històric
La tardor de 1891 l'artista Santiago Rusiñol es va aturar a Sitges on feia poc que Ramon Casas i Eliseu Meifrèn havien pintat patis i interiors. El van enlluernar dues coses: el paisatge i la llum, dues constants que va traslladar a les teles i a les lletres. Des d'aquell mateix moment, els patis sitgetans, lluminosos i intimistes, van constituir un dels seus més importants motius pictòrics. Interpretats en rosa, en blau o en una simfonia de blancs, segons l'indret i la circumstància; amb presència humana o en solitari; albirats des dels interiors o en el clos del seu plein air; les parets nues o amb una volior de flors i plantes, els patis de Rusiñol constitueixen el paisatge més constant de la seva perllongada estada sitgetana al llarg de la dècada dels noranta. En el substrat d'aquell impacte s'hi trobaven els patis que Fortuny havia pintat a Granada en una nova recerca de la llum i de la vida i els dels artistes realistes italians, que els havien pintat desproveïts de luxes i amb la poètica verista de la senzillesa de la vida rural. A Sitges, més enllà de la lliçó dels luministes, Rusiñol va incorporar a la pintura dels patis la càrrega de lirisme i subjectivitat constant en la seva pintura.
Els patis sitgetans no van ser l'única descoberta. Rusiñol va topar amb la malaltia i la mort – la del seu amic i company de bohèmia parisenca Ramon Canudas (1892) – i va viure la tendresa i la malenconia que li inspiraven els infants, en els que veia reflectida la seva pròpia filla Maria. Va combinar la impressió de la llum, l'arquitectura popular traduïda en composició plàstica, la gamma cromàtica de blaus i de blancs i una delicada interpretació de les plantes i de la vegetació cuidada i més aviat escassa dels patis de Sitges, amb la tendresa que li inspirava la fràgil figura dels personatges infantils femenins. La tardor i l'hivern de 1891 Rusiñol va pintar quatre patis, entre els quals destaquen Menjador de Sitges o Una reprimenda (1891, Museu d'Art de Girona), Pati blau (1891, Museu de Montserrat), Interior de Sitges o A ca la Cosma (1891-1892, MNAC) i Pati suburenc o El pati de la Tereseta(1891, Museu del Cau Ferrat). Els va presentar al Salon des Independents i al Salon du Champ de Mars de 1892, així com a l'Exposició de Belles Arts de Sitges, la Primera Festa Modernista, l'agost de 1892,juntament amb altres quadres realitzats durant la seva estada a la Vila la primavera i l'estiu d'aquell any.
La Tereseta del Pati suburenc, Teresa Mirabent Planes, una de les dues figures del quadre, va ser la protagonista de dues obres de Rusiñol on s'uneixen l'intimisme del pati en tant que recer i clos tancat, indret d'evocació de la tendresa, i la puresa de sentiments suscitats per les criatures. La nena de la flor (c. 1893, Col·lecció particular) la representa en un primer pla, de perfil, a manera de retrat, amb una flor a la mà. La nena de la clavellina(1893, Museu del Cau Ferrat) situa la Tereseta enmig del pati casolà i 
humil, absorta en l'olor dels clavells, vora les hortènsies, embolcallada per un aire de melancòlica intimitat. És el símbol de la innocència vist amb l'enyor de qui sap que la infància és un estat passatger, com si volgués deturar el temps per atènyer un estat 
d'intemporalitat dins del clos de la llum.Rusiñol va obrar la síntesi entre els dos elements de la representació: les flors com a part integrant del pati i la nena, i va titular el quadre Flors. Presentat per primera vegada al Salon du Champ de Mars el 1894, va ser una obra citada unànimement per la crítica. Amb el temps, la narració de la imatge es va imposar a la simbologia. A la Guia sumària del Cau Ferrat (1933), Miquel Utrillo li va donar el nom explícit de “La nena de les clavellines,
pintat a Sitges”, però el catàleg de pintura i dibuix publicat el 1942 ja li atorga la denominació amb què actualment es coneix. Una nena de Sitges.